# 't Is feest
 't Is feest is het eerste studioalbum van Aart & Ton. Het kwam uit op 23 januari 2010.
Het vormt een selectie uit 40 jaar liedjesrepertoire van dit duo, in speciaal voor deze cd gemaakte arrangementen. Er staan veel nummers op uit het repertoire van Herenakkoord. De cd verscheen bij Shoot the Moon Records (StM 1001).

## Nummers
1. Ballen in de wind
2. Lapje groen
3. Jambaloebee
4. Fort Europa
5. Onweer
6. De fabriek
7. Over gras
8. 02-02-02
9. Storm op de Hol
10. Fluitketel
11. Een dag die je bijblijft
12. Fingers-medley
13. Balkenbrij
14. Geurt is de naam